# Lukas Dawidowski
Lukas Dawidowski (* 20. März 1983 in Danzig) ist ein ehemaliger deutscher Basketballspieler polnischer Abstammung. Der 1,98 Meter große Flügelspieler spielte in der Basketball-Bundesliga für die Eisbären Bremerhaven.

## Laufbahn
Dawidowski durchlief die Jugendabteilung der BSG Bremerhaven und spielte für den Verein in der 2. Basketball-Bundesliga. Er stieg mit der Mannschaft, die mittlerweile in Eisbären Bremerhaven umbenannt worden war, 2005 in die Basketball-Bundesliga auf. In der höchsten deutschen Spielklasse kam er in der Saison 2005/06 zu 33 Einsätzen für die Eisbären und erzielte im Schnitt 1,6 Punkte.
In der Saison 2006/07 stand Dawidowski bei den Cuxhaven BasCats in der zweiten Liga unter Vertrag und wechselte zur Spielzeit 2007/08 innerhalb der Liga zu Phoenix Hagen. 2008 wechselte er von Hagen zum SC Rasta Vechta, der damals in der ersten Regionalliga Nord an den Start ging. Dort spielte er bis Jahresende 2009. In der Saison 2020/21, die im Herbst 2020 wegen der COVID-19-Pandemie abgebrochen wurde, spielte er für die Cuxhaven Baskets ebenfalls in der ersten Regionalliga Nord.
Dawidowski wurde im Laufe seiner Karriere ins Aufgebot der deutschen A2-Nationalmannschaft berufen, zuvor spielte er in der Juniorennationalmannschaft.
Im Dezember 2021 bestritt Dawidowski für den Weser-Boxring Bremerhaven seinen ersten Kampf als Amateurboxer.